# Carolina Civili
Carolina Civili o Civilli (Italia, 1841-Madrid, 1884) fue una actriz italiana asentada en España durante el periodo romántico en los años centrales del siglo xix, contemporánea de Teodora y Bárbara Lamadrid, Matilde Díez, Julián Romea y Emilio Mario.

## Biografía
Nacida en 1841 (diferentes fuentes proponen Turín y Florencia como lugar de nacimiento), se formó como actriz con su tía materna Carolina Santoni. Con dieciséis años, en 1857, aparece como primera actriz en el Teatro Cariffana de Turín, bajo la dirección de Gustavo Modena. Tras desarrollar su carrera en teatros italianos: Teatro del Re, en Milán; teatro del Valle, en Roma; teatro San Benedetto, en Venecia; teatro Armonía, en Trieste; teatro Kicollini de Florencia; y teatro Carolina de Palermo.
Con veintidós años entró en la Compañía Real Romana. Un año después, en 1864, es invitada a España por el conde de León, siguiendo el rastro de otras actrices italianas de la época como ‘la Ristori’ y ‘la Santoni’, actuando para ese empresario en Barcelona, Madrid, Alicante y Cádiz, hasta instalarse de manera definitiva en la capital de España.
Según Carlos Cambronero, ‘la Civilli’ se adaptó pronto al idioma castellano, aunque el crítico teatral Augusto Martínez Olmedilla señalaba que resultaba graciosa su pronunciación. En el otoño de 1865 inauguró la temporada del Variedades con La dama de las camelias, a la que seguirían después obras como Adriana María Juana, Los dos sargentos franceses y La loca de Tolón. En ese mismo escenario, reunió una compañía española que alternase con la italiana en las representaciones. En ese periodo (tras la epidemia de cólera que sufrió Madrid), interpretó junto con su tía, Carolina Santoni, que se hallaba de gira por España, María Stuardo, y con Benito Pardiñas, que era el primer actor de la compañía española, La hija del Almogávar, drama en tres actos, de Enrique Zumel. En febrero de 1866 presentó el drama de Manuel Valcárcel Romeu Doña Leonor Pimentel.
Carolina Civili de Palau, fallecida el 23 de agosto de 1884 con cuarenta y tres años de edad, fue al parecer la última persona enterrada en el cementerio de San Nicolás de Madrid. La Biblioteca Nacional de España conserva algunas cartas manuscritas dirigidas a escritores como Juan Eugenio Hartzenbusch y José del Castillo y Soriano (1849-1928).